# TILT online
O TILT online é uma revista virtual e um site de conteúdo criado em 15 de Fevereiro de 1997 pelo pioneiro brasileiro da programação de jogos, Renato Degiovani.

## Objetivo
Ensinar a criar e programar jogos de computador.

## Histórico
A TILT online derivou da TILT, uma publicação impressa que havia surgido em 1984 como um jornal alternativo sobre a programação de jogos de computador, criado por Renato Degiovani e alguns dos seus alunos do curso de programação de jogos. O jornal dedicava-se à construção de jogos, em uma época em que ainda era grande o preconceito contra abordar com seriedade os jogos de computador.
No final da década de 80 ocorreram inúmeras experiências com distribuição de conteúdo digital, a partir do projeto videotexto e de uma publicação para microcomputadores compatíveis com o padrão MSX (digital book), com apoio integral da revista Micro Sistemas. No início dos anos 90 esses projetos de publicação foram direcionados para a então recém criada TILT disquete, cujo conteúdo editorial era distribuido em disquetes 3 1/2 e abordava técnicas de construção de jogos.
Na segunda metade da década de 90, após um período experimental de distribuição de conteúdo via BBS e somando-se ao projeto inicial da TILT outras publicações digitais do mesmo grupo, como Bitmap, MSPC e ASM86, nasceu a TILT online, disponibilizada tanto na internet, quanto em CDrom.
O site da TILT online foi um dos pioneiros na disseminação dos jogos nacionais, entre eles o Amazônia, desenvolvido em 1983

## Funcionamento
Em entrevista concedida a Gabriel Torres (Torres, 2000, p. 307-9), Degiovani informa que optou pelo formato de site pago para poder cobrir as despesas de funcionamento, limitar o acesso de curiosos (que tentam obter consultoria grátis em sites técnicos) e também como forma de viabilização de um projeto editorial que não despertava a atenção da mídia tradicional. A revista virtual foi assim dividida em três partes (duas delas de acesso restrito, mas cujo acesso era feita com uma única assinatura):
- TILT online: parte de livre acesso do site, destinada a divulgar o conteúdo das partes pagas.
- Club TILT: área de acesso restrito, onde ficam os conteúdos voltados para programação.
- TILT 3D: área de acesso restrito, voltada para a computação gráfica.

Na época, Degiovani afirmou jamais ter recebido um único e-mail reclamando contra o fato do site ser pago. Todavia, não encontrou a mesma compreensão por parte da "mídia tradicional". Segundo declarou:
Confundem a TILT com os sites de jogos, demos e notícias. Não entendem que a proposta do site é criar novos jogos, principalmente fazendo uso da nossa cultura e da nossa língua. Além disso, objetivamos divulgar outros projetos de jogos brasileiros. A TILT é um site totalmente de apoio à produção nacional.
Além do conteúdo grátis e da defesa da cultura brasileira em jogos, a TILT funciona como um ponto de encontro para pessoas que tem na programação de alto nível o seu objetivo principal. Ele é dividido em duas partes: uma aberta (grátis) e outra exclusiva para assinantes: o club TILT.
Composto essencialmente por e-books técnicos, que descrevem o processo de criação de um determinado jogo ou programa, o site conta ainda com bibliotecas de sons e ruídos, texturas, objetos e modelos.
Alguns jogos desenvolvidos dentro do âmbito do site tornaram-se produtos comerciais, distribuidos pelo selo Gameshop.
Hoje a TILT.net não está em funcionamento, nem mesmo responderão os e-mails enviados a eles, já que seus desenvolvedores fecharam as portas para o mundo externo e estão trabalhando em sua empresa. Mesmo que o usuario compre assinatura, não terá nenhum tipo de suporte e talvez nem receberá sua ativação, perdendo todo o dinheiro investido para obter acesso ao CLUB TILT.

## Produtos disponíveis na TILT online

### Jogos gratuitos
- Alien (bichinho virtual)
- Angra-I (demo adventure)
- Xingu (demo adventure)
- Zóid Patrol (arcade)
- Fungolóides (multiplayer)
- Resgate na Serra do Roncador (adventure)
- Serra Pelada (adventure)

### Tutoriais de programação de jogos
- Guerra no Golfo (tutorial de programação)
- Tankiller (tutorial de programação)

### Jogos Gameshop
- Aeroporto 83 (arcade)
- Amazônia (adventure)
- Editor de Adventures (ferramenta de construção)
- Eleições (raciocínio)
- Garatuja (multiplayer)
- Quebra Cabeça (raciocínio)
- Livro de Aventuras (ferramenta de criação)
- Mago das Ervas (raciocínio)
- Mensalão, o jogo (raciocínio)
- Moscão Killer (raciocínio)
- Quiz Maker (ferramenta de construção)
- The Game Producer (simulador)
- Torpedo (arcade)
- Vudugame (tabuleiro)